# Кристаллохимия
Кристаллохи́мия — наука о кристаллических структурах и их связи с природой вещества. Кристаллохимия изучает пространственное расположение и химическую связь атомов в кристаллах, а также зависимость физических и химических свойств кристаллических веществ от их строения. Будучи разделом химии, кристаллохимия тесно связана с кристаллографией. Источником экспериментальных данных о кристаллических структурах являются главным образом рентгеноструктурный анализ, структурная электронография и нейтронография, с помощью которых определяют абсолютные величины межатомных расстояний и углы между линиями химических связей (валентные углы). Кристаллохимия располагает обширным материалом о кристаллических структурах десятков тысяч химических веществ, включая такие сложные объекты, как белки и вирусы. По состоянию на 1 января 2008 года установлена кристаллическая структура примерно 425 тысяч соединений, из них около 200 тысяч (42 %) составляют органические соединения (остальные — неорганические).

## Описание
Основные задачи кристаллохимии: систематика кристаллических структур и описание наблюдающихся в них типов химической связи; интерпретация кристаллических структур (выяснение причин, определяющих строение того или иного кристаллического вещества) и их предсказание; изучение связи физических и химических свойств кристаллов с их структурой и характером химической связи.

## История
Кристаллохимия появилась вместе с рентгеновским методом определения структур кристаллов. Идея метода была предложена Лауэ, в честь которого дифракционная картина пучка с непрерывным спектром называется лауэграммой. Первые расшифровки структур были сделаны отцом и сыном Брэггами. В дальнейшем они сделали выдающийся вклад в развитие науки о кристаллических структурах, за что удостоились Нобелевской премии. Как самостоятельная наука кристаллохимия оформилась в 20-х годах 20-го века.
Большой вклад в науку о кристаллических структурах внёс Полинг, советские учёные Белов Н. В., Урусов В. С., Стручков Ю. Т. и многие другие.

## Методы кристаллохимии
- Рентгеноструктурный анализ
- Электронография
- Нейтронография
- Мессбауэрография

## Законы кристаллохимии
- Правила Полинга
- Правило Гольдшмидта

Понятия:
- Изоморфизм — Морфотропия